# Höhere Mathematik
Die Bezeichnung Höhere Mathematik stammt aus dem Sprachgebrauch der Hochschulen und bildet ein Komplement sowohl zur Elementarmathematik des mittleren Bildungsweges als auch zur universitären Mathematik.
Sie umfasst, ohne scharf definiert zu sein, jene Teilgebiete der Mathematik, die als mathematische Grundlagen in den natur- und ingenieurwissenschaftlichen Studienrichtungen der Hochschulen gelehrt werden. Der hierbei intendierte Wissenszuwachs an mathematischen Konzepten und Methoden übersteigt das Niveau an den Mittelschulen.
Im Gegensatz zu den tiefer gehenden Inhalten des Mathematikstudiums und der mathematischen Forschung liegt hier die Betonung mehr auf dem praktischen Bezug. Umfang und Grad der Abstraktion variieren jedoch zwischen den einzelnen Hochschulen.

## Bedeutung
Die Höhere Mathematik gilt als „Sprache“ der Fachwissenschaften zur Beschreibung von naturgesetzlichen Vorgängen in der Umwelt und als vorzügliches Mittel, um das exakte Denken zu schulen. 
Daher steht sie in Hochschulstudiengängen traditionell am Beginn des Curriculums – in bestimmten Hochschulstudiengängen werden unterschiedliche Teile ausgelassen oder als spätere Vertiefung angeboten.

## Gliederung
Welche Teilgebiete der Mathematik zum allgemeinen Lehrangebot der Universitäten gehören, ist regional und auch infolge der wissenschaftlichen Entwicklung unterschiedlich. Beispielsweise gliederte sich ca. 1980 das Vieweg-Handbuch „Höhere Mathematik“ folgendermaßen:
- Analytische Geometrie in der Ebene und im Raum
- Grundbegriffe der mathematischen Analysis
- Differentialrechnung und Integralrechnung
- Ebene und räumliche Kurven
- Unendliche Reihen
- Differential- und Integralrechnung für Funktionen mehrerer Variablen
- Differentialgleichungen
- Funktionentheorie
- Teile der Funktionalanalysis wie die Fourier-Analysis
- Vektoranalysis

Dazu kämen heute im Allgemeinen Kapitel über lineare Algebra (Vektoren und Matrizen), grundlegende Verfahren der Numerik, Kenntnisse aus deskriptiver und induktiver Statistik sowie evtl. eine Einführung in Computeralgebrasysteme.